# سیارک ۱۰۱۴۸
سیارک ۱۰۱۴۸ (به انگلیسی: 10148 Shirase، نامگذاری:1994GR9) ده هزار و صد و چهل و هشتمین سیارک کشف شده‌است که در ۱۴ آوریل ۱۹۹۴ کشف شد.
قدر مطلق سیارک برابر ۴۸٫۹ است.